# 埃娃·科帕奇
埃娃·博热娜·科帕奇（波蘭語：Ewa Bożena Kopacz，發音：[ˈɛva ˈkɔpat͡ʂ] ⓘ；1956年12月3日—），波蘭政治人物，現任歐洲議會副議長，曾任波蘭總理、眾議院議長，也是迄今唯一曾擔任眾議院議長職務的波蘭女性；此外，她也曾在2007至2011年間擔任波蘭衛生部部長。她自2001年起，即為公民纲领党的黨員，並在2014年至2016年成為該黨黨魁。
科帕奇在總理任期期間被認為是歐盟領袖之一。2015年富比世雜誌將她列為全球最有權力女性第40名，超越英國女王伊莉莎白二世與美國知名主持人艾倫·狄珍妮。

## 總理
2014年9月22日起，她接替唐納德·圖斯克，為第14任波蘭總理，同時也是繼漢娜·蘇霍茨卡之後的第二位波蘭女總理。在踏入政治圈之前，她曾是一位小兒科與普通科醫生。

## 外部連結
- 官方网站  （波兰語）
- Ewa Kopacz - parliamentary page （页面存档备份，存于） （波兰語） – includes declarations of interest, voting record, and transcripts of speeches

| 官衔                     | 官衔                     | 官衔                           |
| ------------------------ | ------------------------ | ------------------------------ |
| 前任者： 兹比格纽·雷利加 | 波蘭衛生部長 2007–2011   | 繼任者： Bartosz Arłukowicz    |
| 前任者： 格热戈日·谢蒂纳 | 众议院议长 2011–2014     | 繼任者： 拉多斯瓦夫·西科尔斯基 |
| 前任者： 唐納德·圖斯克   | 波兰总理 2014–2015       | 繼任者： 貝婭塔·席多           |
| 政党职务                 |                          |                                |
| 前任者： 唐納德·圖斯克   | 公民纲领党领袖 2014–2016 | 繼任者： 格热戈日·谢蒂纳       |